# 光永元方
光永 元方（みつなが もとかた）は、戦国時代の武将。毛利氏の家臣で、毛利氏庶流である光永氏の当主。父は光永秀時。

## 生涯
生年は不明だが、安芸国の国人・毛利氏の庶流である光永氏の当主・光永秀時の子として生まれる。
大永7年（1527年）、大内氏を離反した阿曽沼氏や安芸武田氏の援軍が籠る鳥籠山城攻めに参加し、安芸武田氏家臣・岩国十郎太郎（岩内十郎右衛門とも）を討ち取った武功により、同年3月23日に毛利元就から感状を与えられる。また、同年の備後国三谿郡和智郷における細沢山の戦いにおいて、切傷を1ヶ所負いながらも尼子軍相手に奮戦し、同年8月9日に父・秀時と共に元就から感状を与えられる。
天文17年（1548年）の神辺合戦に参加し、同年6月18日の神辺城固屋口での戦いで渡辺長や三上民部丞らと共に武功を挙げ、6月23日に毛利隆元から感状を与えられる。
天文19年（1550年）7月12日から7月13日にかけて元就によって安芸井上氏が粛清された直後の7月20日に毛利氏家臣団238名が連署して毛利氏への忠誠を誓った起請文においては、22番目に「光永新四郎元方」と署名している。
天文21年（1552年）7月23日、毛利元就が元方、出羽元祐、阿曽沼広秀、長井春保、湯浅元宗、市川経好らを率いて備後国に出陣し、宮光音の志川滝山城を攻撃した際に武功を挙げ、7月23日に毛利元就と隆元から連署の感状を与えられる。
弘治3年（1557年）12月2日、防長経略が終わった後の毛利氏家臣239名が名を連ねて軍勢狼藉や陣払の禁止を誓約した連署起請文において、70番目に「光永新四郎」と署名する。
永禄4年（1561年）11月に石見国の福屋隆兼が離反すると、北九州へ出陣している毛利隆元に従って石見国に転戦し、翌永禄5年（1562年）1月5日に隆元から、福屋隆兼攻めが連戦となることから元方の一廉の馳走が喜ばしい旨の書状を受け取る。
永禄8年（1565年）6月6日、毛利輝元に刑部少輔に任じられる。
年不詳ながら元方が「光永刑部少輔」と名乗っている時期の8月17日、元方をはじめとして、長和四郎左衛門、中村新右衛門、福原弥八郎、井上新次郎、井上左京亮、作間源七郎、武永左京亮、村上七郎三郎、新見彦次郎、財満孫右衛門、財満右馬之助、財満孫五郎、財満杢之丞、浅原藤右衛門らの長期間の在陣と8月14日の合戦における一段の心入れについて聞いた元就は喜ぶと共に、長期間の在陣を労いつつ陣替えを提案する書状を送っている。
永禄12年（1569年）、筑前国における立花城の戦いにおいて戦死。同年12月13日に子の新九郎（後の中務少輔元勝）が輝元から「元」の偏諱と加冠を受けて元服し、後を継いだ。